# Mezosynoptická meteorologie

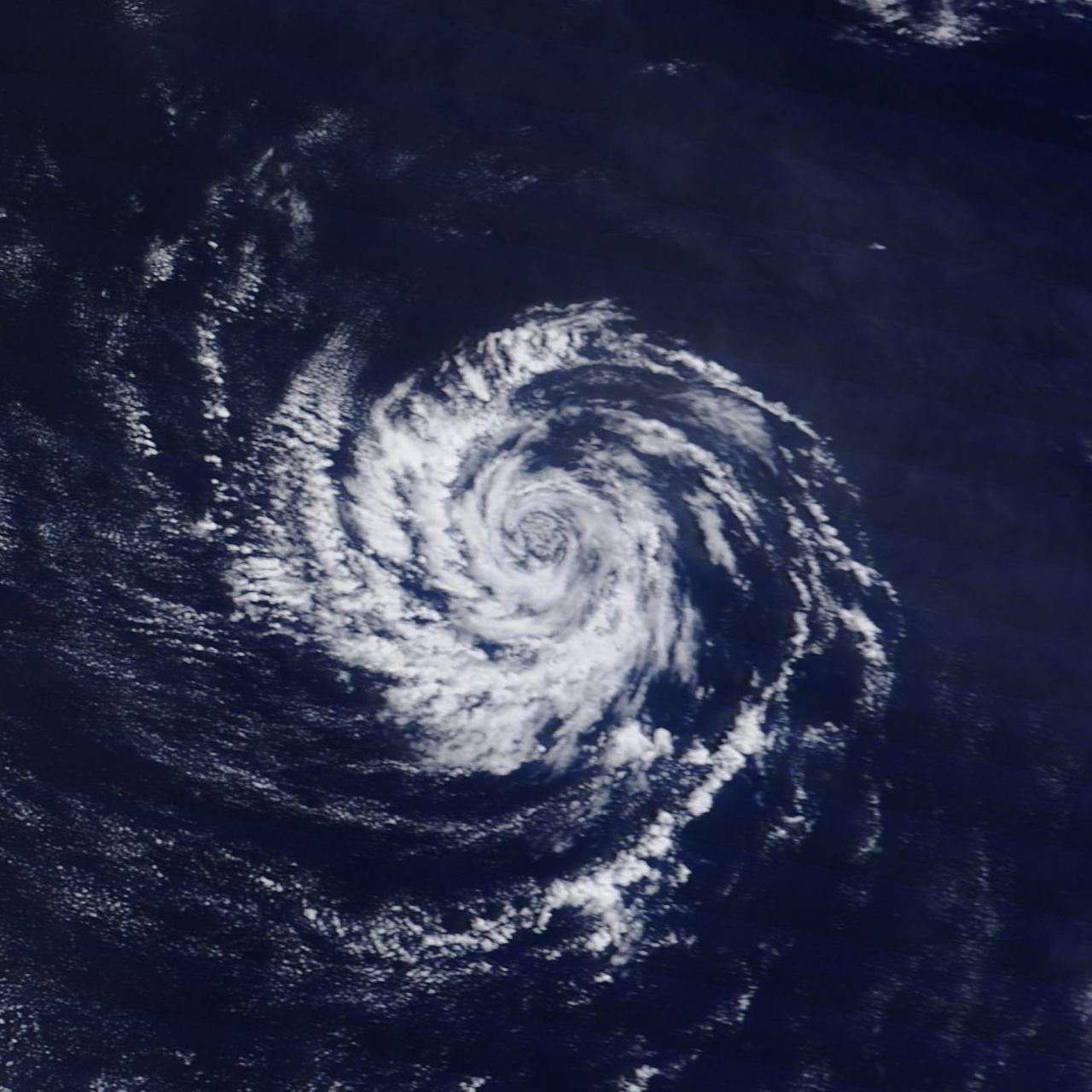
Vír v měřítku mezo-β

Mezosynoptická meteorologie, také mezoměřítková meteorologie nebo mezometeorologie, se zabývá studiem meteorologických procesů a jevů mezosynoptického měřítka, systémů menších než jsou synoptické, ale větších než mikroměřítko a systémy velikosti bouřkových kup (storm-scale). Horizontální rozměry se obvykle pohybují přibližně od 5 km do několika set kilometrů. Příklady procesů a jevů mezosynoptických měřítek jsou bríza, squall line (silnější forma čáry instability) a mezosynoptický konvektivní komplex (MCC).
V mezosynoptických meteorologických systémech je vertikální rychlost obvykle stejná nebo převyšující rychlost horizontální. Je to z důvodu nehydrostatických procesů, jako vztlakové zrychlení stoupající termiky nebo zrychlování přes úzký horský průsmyk.

## Třídy
Mezosynoptická meteorologie se dělí podle velikostí na třídy:
- Mezo-α (200–2000 km), která je měřítkem jevů jako atmosférická fronta, silnější forma čáry instability (squall line), mezosynoptický konvektivní systém (MCS)[11], tropické cyklóny na okraji synoptického měřítka
- Mezo-β (20–200 km), která je měřítkem jevů jako bríza, sněhové bouře s efektem jezera
- Mezo-γ (2–20 km), která je měřítkem jevů jako konvekční bouře, proudění vzduchu členitým terénem (na okraji mikroměřítka, známého také jako storm-scale)

Národním střediskem pro hurikány ve Spojených státech jsou tropické a subtropické cyklóny klasifikovány spíše jako synoptické měřítko, nežli jako mezoměřítko.

## Mezosynoptické hranice
Také mezosynoptická analýza v mezoměřítku používá pro popis jevů studené, teplé a okluzní fronty, stejně jako je používá synoptická frontální analýza. Na meteorologické mapě je mezosynoptická fronta ve srovnání s frontou synoptickou zobrazena jako menší a s dvojnásobným počtem hrbolů nebo hrotů.
Ve Spojených státech vedl nesouhlas se zobrazováním mezosynoptických značek fronty při analýzách počasí k použití symbolu oblouku (brázdy) s označením hranice odtoku pro vyznačení fronty.